# Jinma (köpinghuvudort i Kina, Jilin Sheng, lat 44,61, long 127,42)
Jinma (kinesiska: 金马, 金马镇) är en köpinghuvudort i Kina. Den ligger i provinsen Jilin, i den nordöstra delen av landet, omkring 190 kilometer nordost om provinshuvudstaden Changchun. Antalet invånare är 16 552. Befolkningen består av 8 141 kvinnor och 8 411 män. Barn under 15 år utgör 14,0 %, vuxna 15-64 år 78 %, och äldre över 65 år 6,0 %.
Runt Jinma är det ganska tätbefolkat, med 160 invånare per kvadratkilometer. Det finns inga andra samhällen i närheten. Omgivningarna runt Jinma är en mosaik av jordbruksmark och naturlig växtlighet.
Genomsnittlig årsnederbörd är 908 millimeter. Den regnigaste månaden är juli, med i genomsnitt 199 mm nederbörd, och den torraste är januari, med 8 mm nederbörd.